# 阿爾塔格拉西亞鎮
阿爾塔格拉西亞鎮（西班牙語：Villa Altagracia），是多明尼加共和國的城鎮，位於該國南部，由聖克里斯多堡省負責管轄，面積482.05平方公里，2012年人口169,655，人口密度每平方公里350人。